# René Fournier
René Fournier (Aulnay-sous-Bois, 18 de diciembre de 1932) fue un ciclista francés de los años 1950 y 60.

## Palmarés
1955
- Circuito de l'Indre

1956
- París-Camembert

1959
- Victoria de etapa en el Circuito de Aquitania

1960
- Tour de Vaucluse